# Угра (Смоленска област)
Угра (рус. Угра) насељено је место са административним статусом села на западу европског дела Руске Федерације. Насеље је смештено у централном делу Угранског рејон чији је уједно административни центар, на истоку Смоленске области. 
Према проценама националне статистичке службе из 2014. у селу је живело 4.094 становника, или око половине укупне популације рејона. 

## Географија
Село Угра се налази на обали реке Угре, на око 226 км источно од административног центра области, града Смоленска. Лежи у самом средишту истоименог рејона и важна је железничка станица на линији која повезује Вјазму и Брјанск. 

## Историја
Подручје данашњег села у прошлости је било делом Јухновског округа Смоленске губерније. Село се развило из железничке станице отворене 1928. године на железничкој траси која је повезивала Брјанск са Вјазмом. Село је у периоду 1929—1961. било у саставу Знаменског, а потом једно кратко време и Вјаземског рејона. Након оснивања Угранског рејона 1961. постаје његовим административним центром (1965. године). 
Године 1965. насеље добија статус варошице урбаног типа (рус. посёлак городского типа) и са тим статусом остаје све до 2013. када је поново деградирано у статус села (насељено мести руралног типа)..

## Демографија
Према подацима са пописа становништва 2010. у селу је живело 4.893 становника, док је према проценама из 2014. село имало 4.094 становника.
| 1989. | 2002. | 2010. | 2014. |
| ----- | ----- | ----- | ----- |
| 5.089 | ---   | 4.893 | 4.094 |